# Josef Leeb (Musiker)
Josef Leeb (* 30. Jänner 1921 in Erla in Niederösterreich; † 6. Jänner 2005 in Steyr) war ein österreichischer Kapellmeister.

## Leben
Josef Leeb wurde am 30. Jänner 1921 als Sohn des zu dieser Zeit in Engelberg bei Erla ansässigen Wirtschaftsbesitzers Johann Leeb (* 18. Juni 1853; † 1. April 1943 in Erla) und dessen Ehefrau Rosina (geborene Hinterholzner; * 12. März 1879) in eine Bauernfamilie in Erla geboren und am 31. Jänner 1921 auf den Namen Josef getauft. Bereits sein Großvater väterlicherseits war Bauer in Larnhaus. Seine Eltern hatten am 12. April 1904 in Haag geheiratet. Leeb besuchte die Volks- und Hauptschule in St. Valentin und danach die Handelsschule in Enns. Im Alter von 14 Jahren wurde er Mitglied der Gemeindekapelle in St. Pantaleon-Erla.
Als Soldat im Zweiten Weltkrieg wurde er im Deutsch-Sowjetischen Krieg 1942 vor Leningrad schwer verwundet. In Abendkursen absolvierte er die Arbeitermittelschule und schloss dort mit bestandener Matura ab. Im Januar 1946 wurde er Gemeindesekretär in St. Pantaleon-Erla.
Leeb absolvierte nebenbei eine private Ausbildung in den Fächern Querflöte und Dirigieren am Brucknerkonservatorium. Er gründete in St. Pantalon die Ortskapelle und baute eine Jugendkapelle auf. Nebenbei gründete er ein Streichorchester. In der Ortskapelle spielte er als Klarinettist und vertrat den Kapellmeister. 1952 übernahm er die Leitung als Kapellmeister. 1952 gründete er den „Verbund niederösterreichischer Blasmusiken“, aus dem dann der Bund niederösterreichischer Musikkapellen und später der Niederösterreichische Blasmusikverband (NÖBV) hervorging, und wurde dort zum ersten Landesverbandsobmann gewählt. Unter seiner vierzigjährigen Leitung wuchs der NÖBV auf 454 Musikkapellen mit über 18.000 Musikern auf. Nachdem die Landesverbände 1959 im Österreichischen Blasmusikverband (ÖBV) vereint wurden, wurde Leeb dort zum ersten Präsidenten des ÖBV gewählt.
1966 übernahm er als Kapellmeister in der niederösterreichischen Stadtgemeinde Haag den Musik- und Gesangsverein, aus dem die Stadtkapelle Haag hervorging. In Haag leitete er von 1966 bis 1981 als Schuldirektor auch die städtische Musikschule und gründete im Mai 1967 das Jugendblasorchester (JBO). Das Jugendblasorchester Stadt Haag wurde unter seiner Leitung national und international bekannt.
1972 wurde Leeb vom Bundespräsidenten der Berufstitel Professor verliehen. Im August 1981 wurde er pensioniert.
Ab 1984 wurde auf seine Initiative mit Unterstützung des Landes Niederösterreich und des Bundes Schloss Zeillern bei Amstetten von Grund auf renoviert und seit 1988 als Schulungszentrum für Musikseminare vom Blasmusikverband genutzt.
Leeb war von 1966 bis 1980 Referent für Musikerziehung und von 1980 bis 1985 Vizepräsident der Confédération Internationale des Sociétés Musicales (CISM). 1981 erhielt er die Ehrenmitgliedschaft der Internationalen Gesellschaft zur Erforschung und Förderung der Blasmusik (IGEB). Die Musikschule der Stadt Haag ist heute nach ihm benannt.
Leebs Sohn Gerhard (* 1944) war später bis 1998 Kapellmeister der Stadtkapelle Haag.
Am 6. Jänner 2005 starb Leeb kurz vor Vollendung seines 84. Lebensjahres im damaligen LKH Steyr.

## Auszeichnungen (Auswahl)
- Österreichisches Ehrenkreuz für Wissenschaft und Kunst
- Goldenes Ehrenzeichen für Verdienste um die Republik Österreich
- Goldenes Ehrenzeichen für Verdienste um das Bundesland Niederösterreich
- Goldenes Ehrenkreuz des österreichischen Blasmusikverbandes (ÖBV)
- Goldener Ehrenring des niederösterreichischen Blasmusikverbandes (NÖBV)
- Goldener Ehrenring der Gemeinden/Städte Haag, St. Pölten, Krems an der Donau, Zeillern
- Ritter des Verdienstordens des Großherzogtums Luxemburg[3]